# Urbano Agustín Reynoso
Urbano Agustín Reynoso (13 de junio de 1935 - 5 de noviembre de 2007) Ingeniero White, Bahía Blanca, Argentina) fue un futbolista argentino que se desempeñaba como entre ala izquierdo, tuvo una destacada trayectoria en Lanús donde fue campeón en 1955 y Subcampeón en 1956 y en Racing Club donde fue campeón en 1958.

## Carrera futbolística

### Lanús (1952-1957 y 1961-1962)
Reynoso llego al Granate con 17 años proveniente de Rosario Puerto Belgrano de la liga de su ciudad natal. comenzó su carrera profesional en el Club Atlético Lanús donde debutó el 22 de junio de 1952. Durante su primera etapa en el club (1952-1957), mostró un gran potencial como entre ala izquierdo o delantero, destacándose por su capacidad goleadora. Tras un breve paso por otros equipos, regresó a Lanús en 1958 y permaneció hasta 1962. En total, jugó 112 partidos y anotó 46 goles con la camiseta granate, aunque también recibió 2 expulsiones durante su trayectoria en el club. Su potencia física y habilidad  con su pie zurdo para definir fueron clave en el equipo, especialmente durante la temporada de 1955/1956, cuando Lanús formó un plantel competitivo en el fútbol argentino. En el Granate se consagró campeón de la Copa Juan Domingo Perón 1955 y Subcampeón del Campeonato de Primera División 1956.

### Racing Club (1958-1959)

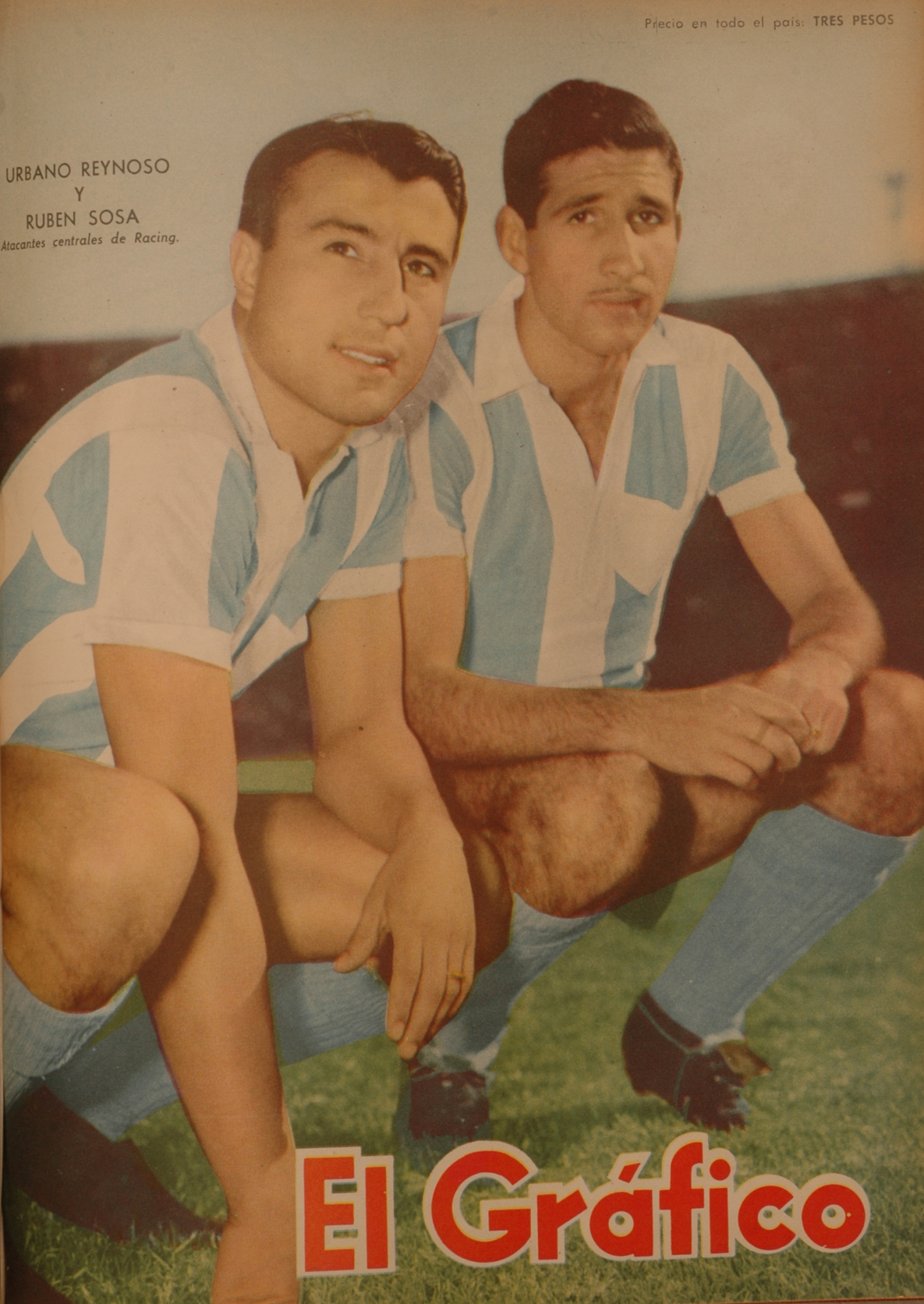
Urbano Reynoso - El Gráfico (1958)

Entre 1958 y 1959, Reynoso tuvo un paso por Racing Club, Durante su estadía en la "Academia", jugó 26 partidos y marcó 9 goles. Aunque su paso por Racing no fue tan prolífico en términos de goles como en otros clubes, su contribución al equipo fue valiosa en un período de transición para la institución donde se consagró campeón del Campeonato de Primera División 1958.

### Gimnasia y Esgrima La Plata (1960)
En 1960, Reynoso se unió a Gimnasia y Esgrima La Plata, Debutó el 3 de abril de 1960 frente a River Plate y anotó su primer gol con el "Lobo" en la segunda fecha, contra Newell's Old Boys, marcando dos goles ese día. Durante su etapa en Gimnasia, disputó 29 partidos y convirtió 13 goles. También anotó dos goles en la victoria 2-6 frente a Atlanta el 6 de noviembre de 1960, en la fecha 26.

## Clubes
| Equipo                              | Temporadas |
| ----------------------------------- | ---------- |
| Rosario Puerto Belgrano             | S/D - 1952 |
| Club Atlético Lanús                 | 1952-57    |
| Racing Club                         | 1958-59    |
| Club de Gimnasia y Esgrima La Plata | 1960       |
| Club Atlético Lanús                 | 1961-62    |
| Carrera profesional                 | 1952-1962  |

## Palmarés
| Título                  | Equipo      | País      | Año  |
| ----------------------- | ----------- | --------- | ---- |
| Copa Juan Domingo Perón | C. A. Lanús | Argentina | 1955 |
| Primera División 1958   | Racing Club | Argentina | 1958 |